# كفر العجمي
قرية كفر العجمي هي إحدى القرى التابعة لمركز بيلا في محافظة كفر الشيخ في جمهورية مصر العربية. حسب إحصاءات سنة 2006، بلغ إجمالي السكان في كفر العجمى 5606 نسمة، منهم 2795 رجل و2811 امرأة.

## التاريخ
قرية كفر العجمي من القرى القديمة، حيث وردت باسم «بسوط نهيسه» في أعمال الغربية ضمن قرى الروك الصلاحي التي أحصاها ابن مماتي في كتاب قوانين الدواوين، كما وردت باسم «بساط الأحلاف» في أعمال الغربية ضمن قرى الروك الناصري التي أحصاها ابن الجيعان في كتاب «التحفة السنية بأسماء البلاد المصرية». وفي العصر العثماني وردت باسم «بساط الأحلاف» في التربيع العثماني الذي أجراه الوالي العثماني سليمان باشا الخادم في عصر السلطان العثماني سليمان القانوني ضمن قرى ولاية الغربية، وفي تاريخ 1228هـ/1813م الذي عدّ قرى مصر بعد المسح الذي قام به محمد علي باشا باسم «كفر العجمي» ضمن قرى مديرية الغربية.